# Dromiquetes
Dromiquetes ou Doricetes foi um rei dos Getas que derrotou Lisímaco, rei helenístico da Trácia, e, em uma hábil jogada diplomática, fez um acordo de paz com ele.
Segundo Juniano Justino, foi por preocupação com a guerra contra Doricetes que Lisímaco fez as pazes com Demétrio Poliórcetes, abdicando da metade da Macedónia, que pertencia ao seu genro, Antípatro II;  foi nesta ocasião que os dois últimos filhos de Cassandro, Alexandre V e Antípatro II, foram mortos: Demétrio matou Alexandre V  e Lisímaco matou Antípatro II.
A guerra entre Lisímaco e os getas ocorreu depois da guerra com os odrísios, e Lisímaco ou seu filho Agátocles foi feito prisioneiro. A paz foi feita com Dromiquetes, através do casamento deste com uma filha de Lisímaco e da entrega de todos os domínios além do Rio Ister.